# الحرب اليابانية الصينية الأولى

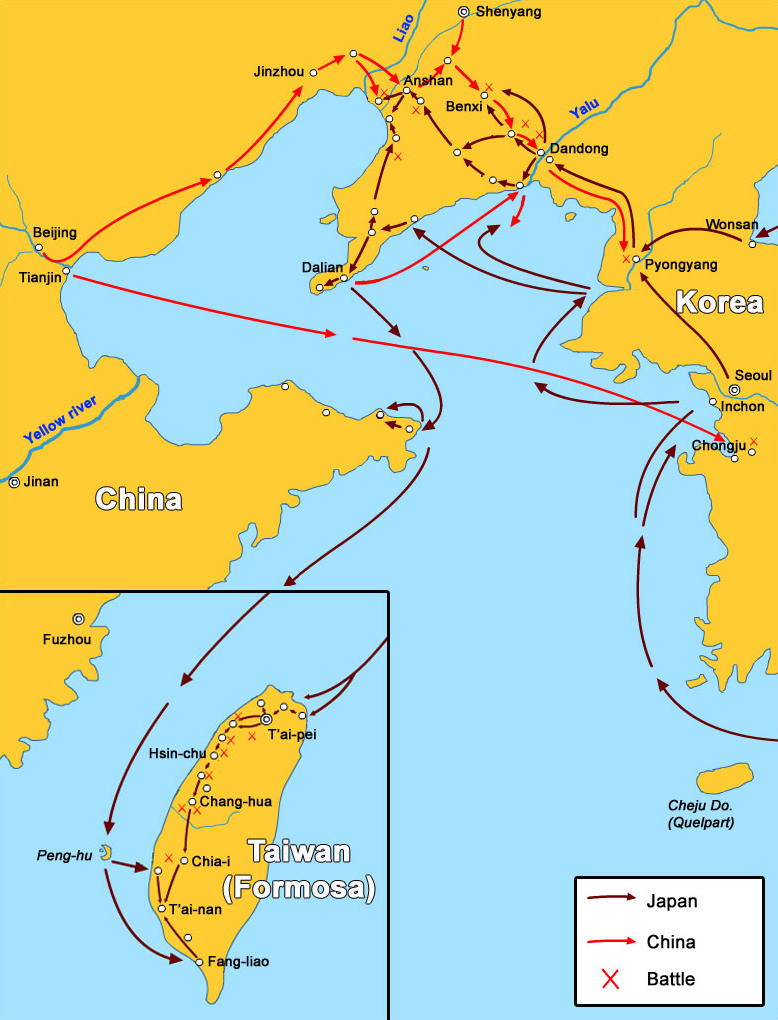
التحركات العسكرية خلال الحرب اليابانية الصينية الأولى

الحرب الصينية اليابانية الأولى (25 يوليو 1894 – 17 أبريل 1895) هي نزاع قام بين سلالة تشينغ الحاكمة للصين من جهة وإمبراطورية اليابان من جهة أخرى من أجل النفوذ في مملكة جوسون الكورية. بعدما تجاوز ستة أشهر من النجاحات التي أحرزتها القوات اليابانية البرية والبحرية بلا انقطاع وخسارة ميناء ويهاي، جنحت حكومة تشينغ للسلم في فبراير 1895.
برهنت الحرب على إخفاق مساعي سلالة تشينغ إلى عصرنة جيشها والدفاع عن نفسها ضد التهديدات التي تنال من سيادتها، ولا سيما عند مقارنة ذلك بفترة استعراش مييجي الناجحة في اليابان. للمرة الأولى، انتقلت السيطرة الإقليمية في شرق آسيا من الصين إلى اليابان؛ فتعرضت هيبة سلالة تشينغ الحاكمة، ومعها تراث الصين الكلاسيكي، لضربة قاصمة. قدحت الخسارة الصينية المحرجة لكوريا باعتبارها دولة خاضعة زنادَ احتجاج عام لم يسبق له نظير. ففي داخل الصين، كانت الهزيمة فتيلًا أشعل سلسلة من الانتفاضات التي قادها كل من صن يات سن وكانج يووي، وبلغت أوجها في ثورة شينهاي عام 1911.
تُعرف الحرب في الصين باسم شائع هو حرب جياوو (بالصينية المبسطة: 甲午戰爭، بنظام بينيين: Jiǎwǔ Zhànzhēng)، الذي يشير إلى العام (1894) كما يسمى وفق نظام الدورة الستينية لحساب السنوات. وفي اليابان، تسمى الحرب حرب اليابان-تشينغ (باليابانية: 日清戦争، بكتابة هيبورن: Nisshin sensō). أما في كوريا، حيث حدث قسم كبير من وقائع الحرب، فهي تسمى حرب تشينغ-اليابان (بالكورية: 청일전쟁، بالهانجا: 淸日戰爭).
اندلعت بعض الاشتباكات بين الجيشين الياباني والصيني، إلا أنها سرعان ما تحولت إلى حرب حقيقية «الحرب الصينية-اليابانية»، رجحت أحداث هذه الحرب كفة اليابان وأكدت تفوقها العسكري، فكان أن طالبت الحكومة الصينية بإعلان الهدنة في شهر يناير من عام 1895.
أفضت المحادثات إلى التوقيع على معاهدة شيمونوسيكي يوم 17 أبريل 1895 م والتي كرست انتصار اليابان. ضمت الأخيرة على إثرها جزيرة فورموزا (تايوان اليوم)، أرخبيل البيسكادوريس (بنتشو اليوم) وشبه جزيرة «لياودونغ». إلا أنه وأمام تدخل القوى الغربية (روسيا وألمانيا وفرنسا) استعادت الصين هذه الأخيرة.

## الخلفية
بعد استمرارها طوال قرنين، انتهت سياسة الانغلاق اليابانية -التي سادت البلاد تحت حكم الشوغونات في فترة إيدو- حين انفتحت الدولة على التجارة عن طريق اتفاقية كاناغاوا في عام 1854. وفي السنوات التي أعقبت استعراش مييجي في عام 1868 وسقوط الشوغونية، باشرت حكومة مييجي حديثة التشكل أعمالَها الإصلاحية الهادفة إلى مركزة اليابان وعصرنتها. وكان اليابانيون قد أرسلوا وفودًا مفوضة وطلابًا إلى أنحاء العالم من أجل تعلم الفنون والعلوم الغربية والتشرب بها، بنية جعل اليابان ندًّا للقوى الغربية العظمى. وقد تكفلت هذه الإصلاحات بتحويل اليابان من مجتمع إقطاعي إلى دولة صناعية عصرية.
كانت سلالة تشينغ قد بدأت أيضًا بخوض الإصلاحات ضمن المجالين العسكري والسياسي، لكنها كانت بعيدة كل البعد عن النجاح.

### السياسة الكورية
في يناير 1864، مات تشيولجونغ ملك جوسون دون وريث ذكر، فارتقى غوجونغ العرش بعمر الثانية عشرة بموجب بروتوكولات الخلافة الكورية. غير أن الملك غوجونغ كان أصغر سنًا من أن يحكم، فتحول والدُ الملك الجديد –وهو يي ها يونغ- إلى هنغسون دايوونغن، أي أمير البلاط الكبير، وحكم كوريا باسم ابنه بصفته وصيًا على العرش. في الأساس، كان مصطلح دايوونغن يشير إلى أي شخص لا يكون ملكًا ويصل ابنه إلى العرش. بتبوئه سدة السلطة، بدأ الدايوونغن حزمة إصلاحات هدفت إلى تقوية المَلكية على حساب طبقة اليانغبان. واتبع أيضًا سياسة انعزالية وصمم على تطهير المملكة من أي أفكار أجنبية كانت قد تسللت إلى الأمة. في التاريخ الكوري، كان أقارب الملك بالمصاهرة يتمتعون بسلطة كبيرة، وبذلك توصل الدايوونغن إلى أن وجود أي زوجة مستقبلية لابنه قد يهدد سلطته. وبناء على ذلك، سعى إلى منع أي تهديد محتمل لحكمه عن طريق اختيار ملكة جديدة لابنه هي فتاة يتيمة من عشيرة يوهيونغ مين، التي تفتقر إلى الصلات السياسية القوية. وإذ أصبحت الإمبراطورة ميونغسونغ كنته وزوجة الملك، شعر الدايوونغن أن سلطته في مأمن. غير أنها -بعد أن أصبحت الملكة- جنّدت جميع أقاربها وعينتهم في مناصب متنفذة باسم الملك. وتحالفت الملكة أيضًا مع أعداء سياسيين للدايوونغن، وبذلك لم يشارف عام 1873 على أواخره حتى كانت قد حشدت ما يكفي من النفوذ لطرده من السلطة. في أكتوبر 1873، حين قدم المفكر الكونفوشي تشوي إيك هيون نصبًا تذكاريًا للملك غوجونغ يحثه فيه على الحكم وفق حقه الشخصي، انتهزت الملكة الفرصة كي ترغم حماها على التقاعد عن وصاية العرش. وقاد رحيل الدايوونغن إلى تخلي كوريا عن سياستها الانعزالية.

### انفتاح كوريا

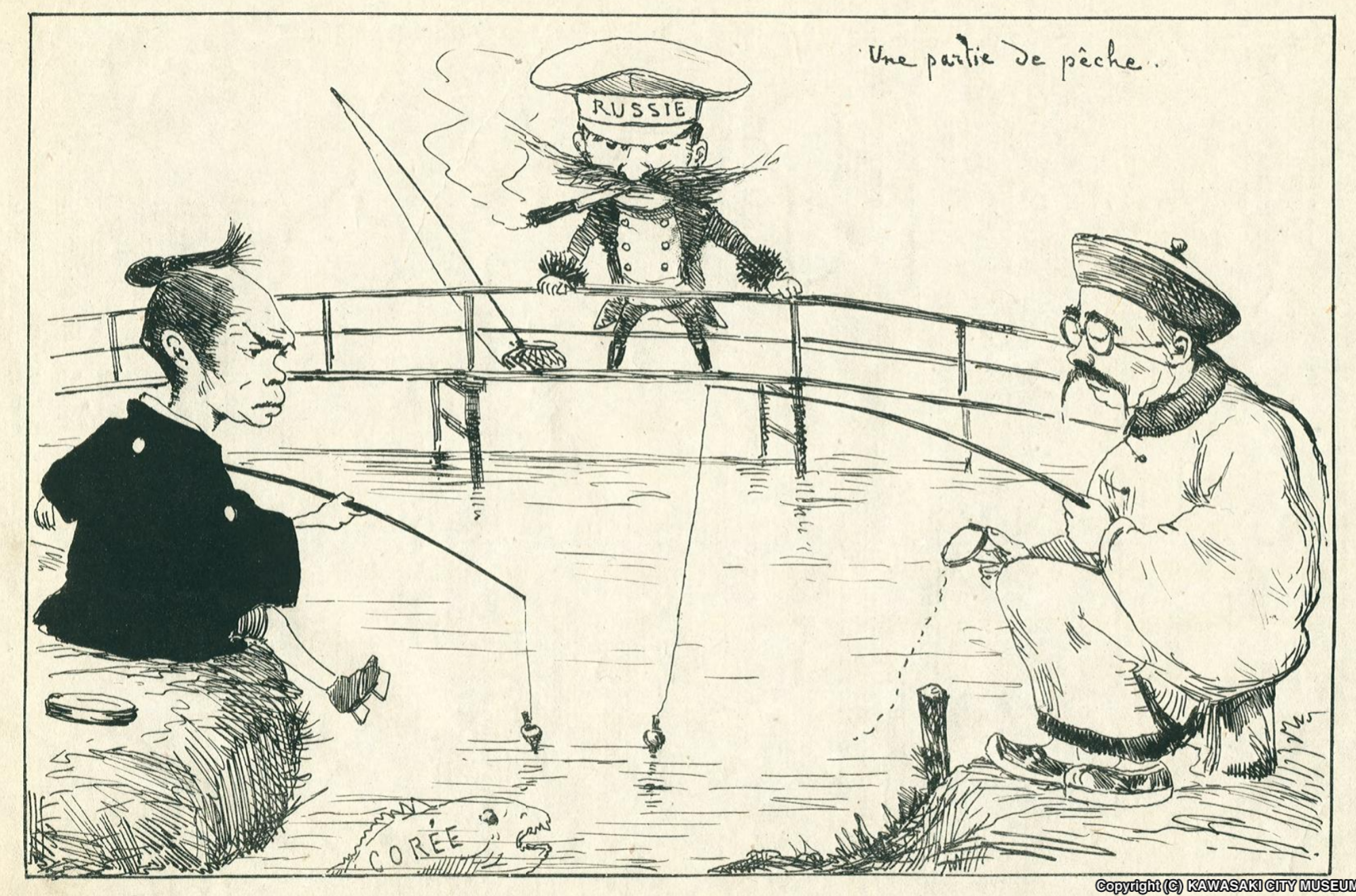
رسم كاريكتوري حول الخلاف بين اليابان والصين وروسيا على كوريا (1887)

في 26 فبراير 1876، بعد مواجهات بين اليابانيين والكوريين، وُقعت معاهدة غانغهوا، فانفتحت كوريا بموجبها على التجارة اليابانية. وفي عام 1880، أرسل الملك بعثة إلى اليابان ترأسها كيم هونغ جيب، الذي كان مراقبًا متحمسًا للإصلاحات التي تحدث هناك. بينما في اليابان، أهداه الدبلوماسي الصيني هوانغ زونشيان دراسةً عنوانها «إستراتيجية من أجل كوريا». كانت الدراسة تحذّر من التهديد الذي يشكله الروس لكوريا وتنصحها بالحفاظ على علاقات ودية مع اليابان، التي كانت آنذاك أضعف اقتصاديًا من أن تشكل تهديدًا مباشرًا، وأن تعمل مع الصين عن كثب، وتسعى إلى التحالف مع الولايات المتحدة التي كانت القطب المضاد لروسيا. بعد العودة إلى كوريا، قدم كيم الوثيقة للملك غوجونغ، فنالت إعجابه إلى درجة أن أمر بنسخها وتوزيع النسخ على المسؤولين.
في عام 1880، متبعًا نصيحة الصين وخارقًا التقاليد، قرر الملك غوجونغ إقامة روابط دبلوماسية مع الولايات المتحدة. وبعد مفاوضات بتوسط الصينيين في تيانجين، وُقعت معاهدة السلام والتفاهم والتجارة والملاحة رسميًا بين الولايات المتحدة وكوريا في إنشيون بتاريخ 22 مايو 1882. غير أن المعاهدة أثارت موضوعين مهمين، كان الأول يتعلق بحالة كوريا بوصفها دولة مستقلة. خلال المحادثات مع الأمريكان، أصر الصينيون على أن تتضمن المعاهدة بندًا يعلن أن كوريا بلد تابع للصين، وكانت حجتهم أن كوريا دولة خاضعة للصين منذ فترة طويلة. بيد أن الأمريكيين عارضوا بحسم وضع بند من هذا النوع، إذ رأوا أن المعاهدة التي سيضعونها مع كوريا يجب أن تكون قائمة على معاهدة غانغهوا، التي تعهدت أن كوريا دولة مستقلة. تم التوصل أخيرًا إلى تسوية مرضية، إذ اتفق كل من شوفيلدت ولي على أن يرسل ملك موريا إشعارًا إلى رئيس الولايات المتحدة في رسالة يقول إن كوريا لديها حالة خاصة بوصفها دولة خاضعة للصين. أصبحت المعاهدة التي أبرِمت بين الحكومة الكورية والولايات المتحدة النموذجَ الذي اتُّبع في كل المعاهدات بينها وبين الدول الغربية الأخرى، ووقعت كوريا فيما بعد اتفاقيات تجارية مشابهة مع بريطانيا العظمى وألمانيا في عام 1883، ومع إيطاليا وروسيا في عام 1884، ومع فرنسا في عام 1886. ولاحقًا، أبرِمت معاهدات تجارية مع دول أوروبية أخرى.

### الإصلاحات الكورية
بعد عام 1879، خضعت علاقات الصين مع كوريا لسلطة لي هونغ تشانغ، الذي كان قد برز واحدًا من أكثر الأعلام نفوذًا في الصين بعد أن أدى دورًا هامًا خلال تمرد تايبينغ، وكان أيضًا مناصرًا لحركة التقوية الذاتية. في عام 1879، عُين لي حاكمًا عامًا على مقاطعة تشيلي (直隸) ومفوضًا إمبراطوريًا عن الموانئ الشمالية. تولى مسؤولية السياسة الصينية المتعلقة بكوريا وحثّ المسؤولين الكوريين على تبني برنامج التقوية الذاتية الخاص بالصين لتقوية دولتهم في مواجهة التهديدات الأجنبية، وتقبل الملك غوجونغ ذلك برحابة صدر. انتهجت الحكومة الكورية، بعد انفتاح البلاد على العالم الخارجي مباشرةً، سياسة تنويرية هدفت إلى تحقيق الرخاء الوطني والقوة العسكرية من خلال مبدأ تونغدو سوغي (بالنقحرة اللاتينية: tongdo sŏgi، أي: الطرق الشرقية والآلات الغربية). وبهدف عصرنة دولتهم، حاول الكوريون أن ينتهجوا منطلقًا انتقائيًا في تقبل التكنولوجيا الغربية والتمرس فيها مع المحافظة على إرث بلادهم وقيمها الثقافية.
في يناير 1881، أطلقت الحكومة حملة إصلاحات إدارية وأسست مكتب تونغني كيمو أمون (بالنقحرة اللاتينية: T'ongni kimu amun، أي: مكتب شؤون الدولة الاستثنائية) الذي أقيم تيمنًا بنموذج البنى الإدارية الصينية. وفي ظل هذه المنظمة الشاملة، أنشئت 12 وكالة أو سا (بالحروف اللاتينية: sa). في عام 1881، أرسِلت بعثة تقنية إلى اليابان لدراسة مرافقها المعصرنة، وتنقّل المبعوثون الرسميون في أنحاء اليابان يفحصون مرافقها الإدارية والعسكرية والتعليمية والصناعية. وفي أكتوبر، ذهبت مجموعة صغيرة أخرى إلى تيانجين لدراسة تصنيع الأسلحة الحديثة، ووُجهت دعوة إلى فنيين صينيين لتصنيع الأسلحة في سول. إضافة إلى ذلك، في سياق خطتهم لعصرنة الدولة، كان الكوريون قد دعوا الملحق العسكري الياباني الملازم أول هوريموتو ريجو ليشغل منصب مستشار من أجل إنشاء جيش عصري. أسِس تشكيل عسكري جديد دُعي بيولجيغون (بالنقحرة اللاتينية: Pyŏlgigun، أي: قوة المهارات الخاصة، أو الجيش الخاص)، تلقى ضمنه من ثمانين إلى مئة شاب من الطبقة الأرستقراطية تمرينًا عسكريًا يابانيًا. وفي العام التالي، في يناير 1882، أعادت الحكومة أيضًا تنظيم بنية حامية الجيوش الخمسة القائمة وحولتها إلى ما عُرف باسم موويونغ (بالنقحرة اللاتينية: Muwiyŏng، أي: حامية حرس القصر) وتشانغويونغ (بالنقحرة اللاتينية: Changŏyŏng، أي: حامية حرس العاصمة).

### أوجه انعدام الأمن اليابانية بشأن كوريا
خلال ثمانينيات القرن التاسع عشر، ركزت المناقشات الدائرة في اليابان حول الأمن القومي على قضية الإصلاح الكوري. كان الخطاب السياسي حول البلدين مترابطًا، إذ قال المستشار العسكري الألماني الرائد جايكوب ميكيل ذات مرة، أن كوريا كانت «خنجرًا موجهًا إلى قلب اليابان». لم يكن قرب كوريا من اليابان ما جعلها مصدر قلق استراتيجي في الأساس بل كان عدم قدرتها على الدفاع عن نفسها أمام الجهات الخارجية. إذا كانت كوريا مستقلة بالفعل، فلن تشكل أي مشكلة إستراتيجية للأمن القومي الياباني، ولكن إذا ظلت البلاد متخلفة عن ركب التطور، فستظل ضعيفة، وبالتالي فريسة تستقدم السيطرة الأجنبية. كان الإجماع السياسي في اليابان على أن استقلال كوريا يكمن، كما كان الحال بالنسبة لليابان في عهد ميجي، باستيراد «الحضارة» من الغرب. احتاجت كوريا إلى برنامجٍ للتعزيز الذاتي مثل إصلاحات فترة ما بعد الاستعراش التي شهدتها اليابان. لم يكن اهتمام اليابانيين بإصلاح كوريا إيثارًا بحتًا. لن تعمل هذه الإصلاحات على تمكين كوريا من مقاومة التدخل الأجنبي فحسب، الأمر الذي كان في مصلحة اليابان مباشرة، ولكن بكونها قناة للتغيير فسيكون لديهم فرصة للعب دور أكبر في شبه الجزيرة الكورية. بالنسبة لقادة ميجي، فإن القضية ليست ما إذا كان ينبغي إصلاح كوريا ولكن في كيفية تنفيذ هذه الإصلاحات. كان هناك خياران، إما اتخاذ دور سلبي يكمن في غرس العناصر الإصلاحية داخل المجتمع الكوري وتقديم المساعدة له كلما أمكن ذلك، أو تبني سياسة أكثر عدوانية، والتدخل بقوة في السياسة الكورية لضمان حدوث الإصلاح. تأرجح العديد من المدافعين اليابانيين عن الإصلاح الكوري بين هذين الموقفين.
كانت اليابان في أوائل ثمانينيات القرن التاسع عشر ضعيفة، نتيجة لانتفاضات الفلاحين الداخلية وتمردات الساموراي خلال العقد السابق. كانت البلاد تكافح ماليًا أيضًا، إذ شهدت تضخمًا نتيجة هذه العوامل الداخلية. بعد ذلك، تبنت حكومة ميجي سياسة سلبية، مشجعة البلاط الكوري على اتباع النموذج الياباني ولكنها لم تقدم مساعدة ملموسة تذكر باستثناء إرسال بعثة عسكرية صغيرة بقيادة الملازم أول هوريموتو رايزو لتدريب البيولغيغان (الجيش الخاص). كان الصينيون مصدر قلق لليابانيين، إذ أرخى الصينيون قبضتهم عن كوريا في عام 1876 عندما نجح اليابانيون في تهيئة أساس قانوني لاستقلال كوريا من خلال إنهاء حالة الدولة الخاضعة. بدا أن الإجراءات الصينية قد أحبطت قوى الإصلاح في كوريا وأعادت فرض نفوذها على البلاد.

### أزمة عام 1882
في عام 1882، عانت شبه الجزيرة الكورية من جفاف حاد أدى إلى نقصٍ في الغذاء، مما تسبب في مشقات كثيرة وخلافات كبيرة بين السكان. كانت كوريا على وشك الإفلاس، حتى أنها تخلفت عن تسديد رواتب الجيش لشهور، مما تسبب في نمو استياء عميق بين الجنود. كان هناك أيضًا استياء تجاه البيولغيغان من جانب جنود الجيش الكوري النظامي، إذ كان هذا التنظيم مجهزًا بشكل أفضل وتلقى معاملة خاصة. بالإضافة إلى ذلك، سُرح أكثر من 1,000 جندي خلال عملية إصلاح الجيش؛ كان معظمهم مسنين أو معاقين، في حين لم يحصل الآخرون على مستحقاتهم من الأرز لمدة 13 شهرًا.
في شهر يونيو من ذلك العام، أمر الملك غوجونغ، بعد أن أُبلغ بماهية الوضع، بمنح الجنود بدل شهر من الأرز. أمرَ مين جيوم-هو، المشرف على الشؤون المالية في الحكومة وابن شقيقة الملكة مين، بتولي الأمر. سلّم مين بدوره المهمة إلى وكيله الذي باع الأرز الجيد المكلف به واستخدم النقود في شراء الدخن الذي خلطه بالرمل والنخالة. نتيجة لذلك، أصبح الأرز فاسدًا وغير صالح للأكل. أثار توزيع الأرز المشكوك به غضب الجنود. في 23 يوليو، اندلع تمرد عسكري وأعمال شغب في سيول. توجه الجنود الغاضبون إلى مقر إقامة مين جيوم-هو، بعد اشتباههم بأنه خدعهم وسلبهم مستحقاتهم من الأرز. أمر مين، عند سماعه خبر التمرد، الشرطة باعتقال بعض زعماء مجموعة التمرد وأعلن أنهم سيُعدمون في صباح اليوم التالي. افترض أن ذلك سيكون تحذيرًا للمحرضين الآخرين. ومع ذلك، بعد معرفة ما حدث، اقتحم مثيرو الشغب منزل مين لأخذ ثأرهم؛ ولأنه لم يكن في منزله، فقد عبّر مثيرو الشغب عن إحباطهم بتدمير أثاثه وممتلكاته الأخرى.
انتقل مثيرو الشغب بعدها إلى مستودع أسلحةٍ سرقوا منه أسلحة وذخائر، ثم توجهوا إلى السجن. بعد التغلب على الحراس، لم يطلقوا سراح الرجال الذين اعتقلهم مين جيوم-هو في ذلك اليوم فحسب، إنما العديد من السجناء السياسيين أيضًا. استدعى مين بعد ذلك الجيش لقمع التمرد، لكن بعد فوات الأوان. تضخم التجمع الأصلي للمتمردين بالمواطنين الفقراء والساخطين في المدينة؛ نتيجة لذلك، اتخذت الثورة أبعادًا كبيرة. تحول انتباه مثيري الشغب وقتها إلى اليابانيين. توجهت إحدى المجموعات إلى مقر الملازم هوريموتو وقتلته. توجهت مجموعة أخرى، قوامها نحو 3,000 فردٍ، إلى مقر المفوضية اليابانية، حيث مكث السفير الياباني إلى كوريا، هانابوسا يوشيتادا، و27 فردًا من أعضاء المفوضية. حاصر الرعاع المفوضية وهم يصيحون بنيتهم قتل جميع اليابانيين في الداخل. أصدر هانابوسا أوامره بحرق المفوضية وأُضرمت النيران في وثائق مهمة. مع انتشار النيران بسرعة، هرب أعضاء المفوضية عبر البوابة الخلفية، حيث فروا إلى الميناء وصعدوا على متن قارب أخذهم في نهر هان حتى تشيمولبو. لجأوا لدى زعيم إنتشون، وأُجبروا على الفرار مرة أخرى بعد وصول أخبار الأحداث في سيول وتغير موقف مضيفيهم. فروا إلى الميناء أثناء هطول أمطار غزيرة وطاردهم الجنود الكوريون. لقي ستة يابانيين حتفهم فيما أُصيب خمسة آخرون بجروح خطيرة. بعد ذلك، استقل الناجون الذين حملوا الجرحى قاربًا صغيرًا واتجهوا إلى عرض البحر حيث أنقذتهم بعد ثلاثة أيام سفينة الاستطلاع البريطانية إتش إم إس فلاينغ فيش (السمك الطائر)، ونقلتهم إلى ناغازاكي. في اليوم التالي، بعد الهجوم على المفوضية اليابانية، اقتحم مثيرو الشغب القصر الملكي حيث وجدوا مين جيوم-هو وقتلوه، مع عشرات الضباط الآخرين رفيعي المستوى. بحثوا أيضًا عن الملكة مين. نجت الملكة بصعوبة، مرتدية ملابس سيدة عادية من البلاط وكان حارسها المخلص يحملها على ظهره مدعيًا أنها شقيقته. استخدم الدايوونغن هذه الحادثة لبسط سلطته.
نشر الصينيون بعدها نحو 4,500 جندي في كوريا، تحت قيادة الجنرال وو تشان تشينغ، الأمر الذي أدى إلى استعادة السيطرة فعليًا وقمع التمرد. ردًا على ذلك، أرسل اليابانيون أيضًا أربع سفن حربية وكتيبة من القوات إلى سيول لحماية المصالح اليابانية والمطالبة بتعويضات. لكن التوترات هدأت بإبرام معاهدة تشيمولبو مساء يوم 30 أغسطس 1882. نص الاتفاق على معاقبة المتآمرين الكوريين ودفع 50,000 ين إلى عائلات اليابانيين المقتولين. تلقت الحكومة اليابانية أيضًا 500,000 ين، واعتذار رسمي، وإذن لتمركز قواتٍ في مفوضيتها الدبلوماسية في سيول. في أعقاب التمرد، اتُهم الدايوونغن بإثارة التمرد وأعمال العنف المرافقة، فاعتقله الصينيون واقتيد إلى تيانجين. نُقل لاحقًا إلى بلدة تبعد نحو ستين ميلًا جنوب غرب بكين، حيث ظل لمدة ثلاث سنوات محتجزًا في غرفة واحدة ويخضع لمراقبة صارمة.

## وصلات خارجية
- 程映虹︰從"版畫事件"到《中國向西行進》Peter Perdue 濮德培和中國當代民族主義 (بالصينية)
- Detailed account of the naval Battle of the Yalu River by Philo Norton McGiffen
- كتاب مجاني: Under the Dragon Flag — My Experiences in the Chino-Japanese War by James Allan' على مشروع غوتنبرغ
- Print exhibition at MIT
- The Sinking of the Kowshing – Captain Galsworthy's Report
- SinoJapaneseWar.com A detailed account of the Sino-Japanese War